# Expositiones Mathematicae
Expositiones Mathematicae is een internationaal, aan collegiale toetsing onderworpen wetenschappelijk tijdschrift op het gebied van de wiskunde. De naam wordt in literatuurverwijzingen meestal afgekort tot Expo. Math. Het is gespecialiseerd in overzichtsartikelen voor een relatief breed (wiskundig) publiek.
Het tijdschrift is opgericht in 1983. Sinds 2001 wordt het uitgegeven door Elsevier. Het verschijnt 4 keer per jaar.